# Лабуан-Баджо
Лабуан-Баджо (англ. Labuan Bajo) ― рыбацкий городок, расположенный на западной оконечности большого острова Флорес в восточной провинции Нуса-Тенгара в Индонезии. Он находится в округе Комодо. Является столицей регентства Западный Манггарай на острове Флорес.

## История
Название Лабуан-Баджо происходит от названия городской гавани (Лабуан) и от большого количества племен Баджо, живущих на побережье.

## Туризм
Когда-то Лабуан-Баджо был небольшой рыбацкой деревушкой, а теперь является туристическим центром, а также центром управления окружающим регионом. Дороги связывают Лабуан-Баджо с другими городами Флореса, такими как Рутенг, Баджава, Энде и Маумере.
Городок небольшой, его можно легко обойти пешком за 15 минут. Пещера зеркального камня находится всего в 5 км к северо-востоку от пристани для яхт. Неподалеку от Лабуан-Баджо находятся несколько водопадов, места для треккинга и разнообразные пляжи. Чтобы познакомиться с местной культурой, можно посетить деревню Вае-Ребо, которая находится в 5 часах езды на машине и ещё в 4,5 км пешком. Этот объект Всемирного наследия известен своими традиционными домами под названием Мбару-Ньянг.
Помимо этого, 19 других мест в окрестностях Лабуан-Баджо часто упоминаются в качестве туристических объектов: Гили-Лаба, остров Ринка, остров Комодо, остров Канава, остров Падар, Рисовые поля Лингко, остров Келор, озеро Келимуту, пещера Ранко, Кунка-Лаванг, традиционная деревня Бена, мыс Манта, Розовый пляж, остров Бидадари, Остров Серая, остров Калонг, деревня Мело, пляж Педе и озеро Сано Нггоанг. Всего в округе Комодо насчитывается 128 островов (из которых самыми крупными на сегодняшний день являются острова Комодо и Ринка).

### Национальный парк Комодо
Лабуан-Баджо является воротами в близлежащий национальный парк Комодо, расположенный на островах Комодо и Ринча и прилегающий к ним, где обитают знаменитые комодские вараны. Парк является объектом Всемирного наследия ЮНЕСКО. На островах можно заняться подводным плаванием с аквалангом.
Каждый вечер на острове Калонг (в заливе на восточной стороне острова Комодо) тысячи летучих мышей-лисиц (по-индонезийски бурунг калонг) поднимаются из мангровых зарослей и образуют массивное облако, которое пересекает пролив и направляется к острову Флорес в поисках пищи.

### Места для дайвинга недалеко от Лабуан-Баджо
На островах, расположенных недалеко от Лабуан-Баджо, есть множество мест для дайвинга, но в некоторых местах течения могут быть опасно сильными, и требуется большая осторожность, особенно в Бату-Болонге (название которого означает «дыра в скале», в проливе Линта), который по этой причине также называют Текущим городом. На севере находятся Саболон кечил, Саболон бесар и Серая кечил; на западе — Себаюр (за пределами парка Комодо), Татава бесар и Татава кечил (в пределах парка), Каранг Макассар (Манта Пойнт), Канава, Мауан, Котел и многое другое.

### Туризм
Расположение Лабуан-Баджо на оконечности острова Флорес делает его первым пунктом назначения для приезжающих туристов. Он был обозначен как Национальная стратегическая туристическая зона в Национальном плане развития туризма и как одно из пяти сверхприоритетных туристических направлений, установленных президентом Индонезии. в 2018 году с акцентом на обеспечение необходимой туристической инфраструктуры и размещения для туристов. Объекты для поддержки туристической деятельности быстро расширяются, но стремительный рост числа посетителей создает некоторую нагрузку на местную окружающую среду.

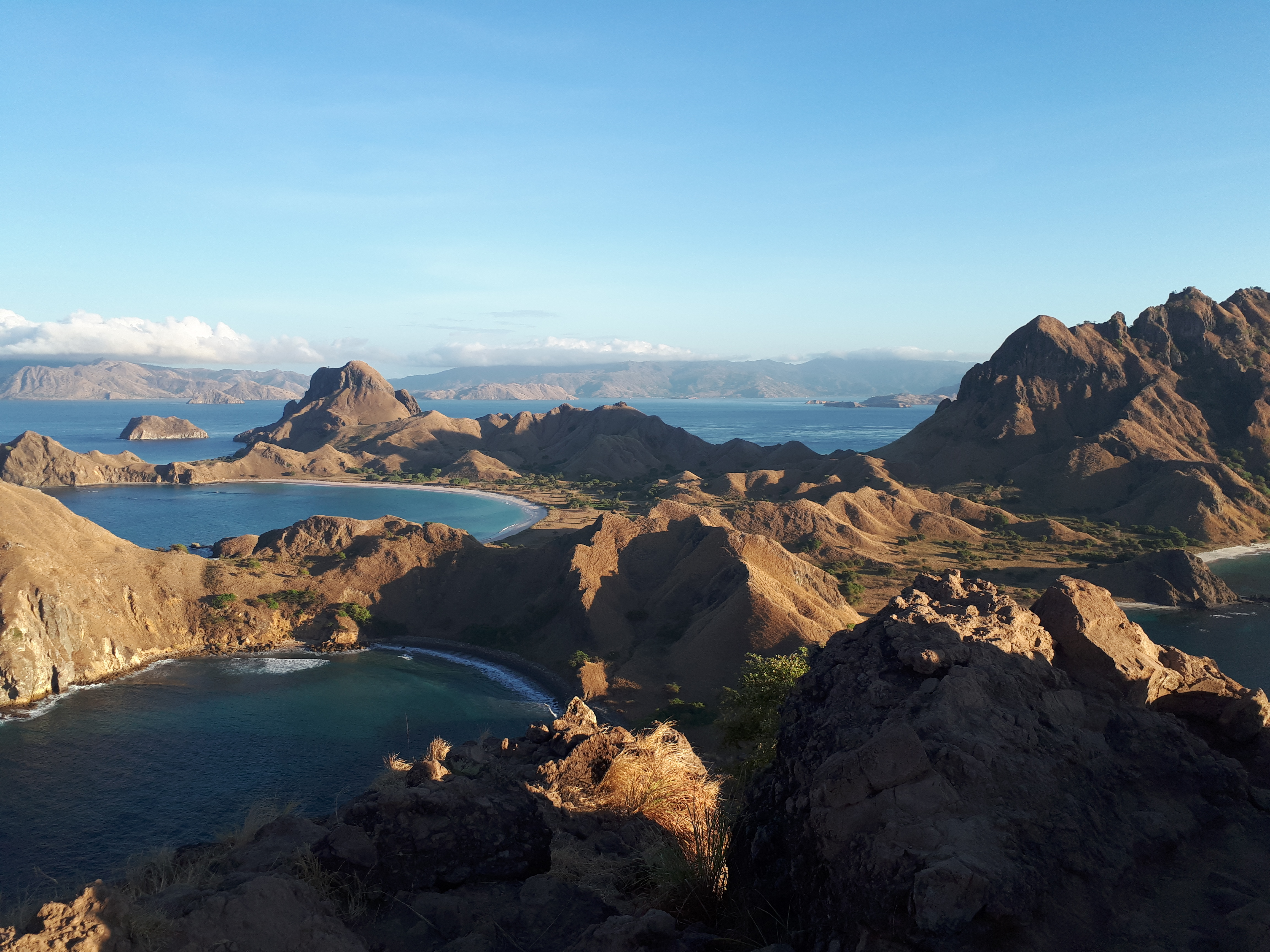
Остров Падар
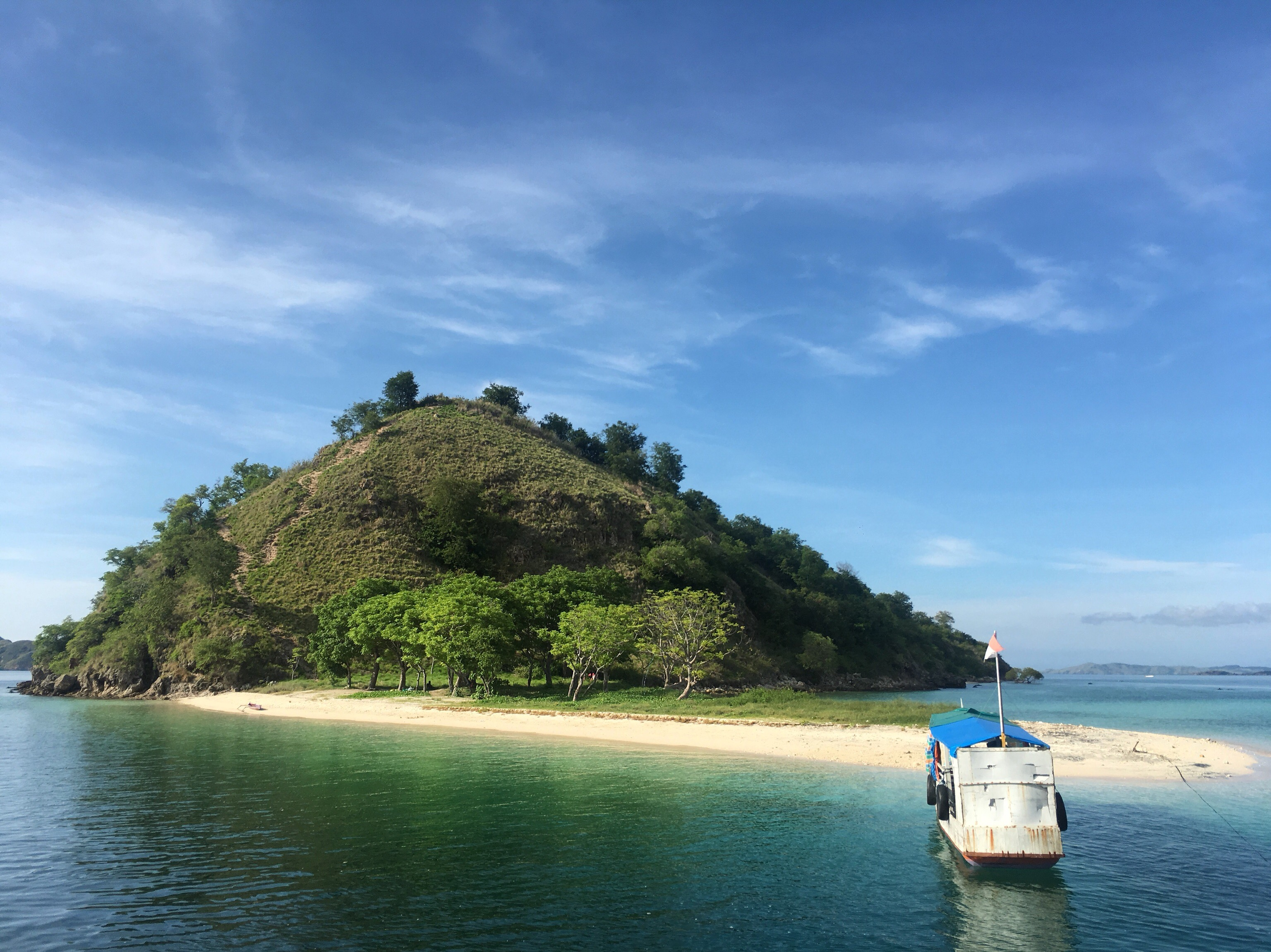
Остров Келор
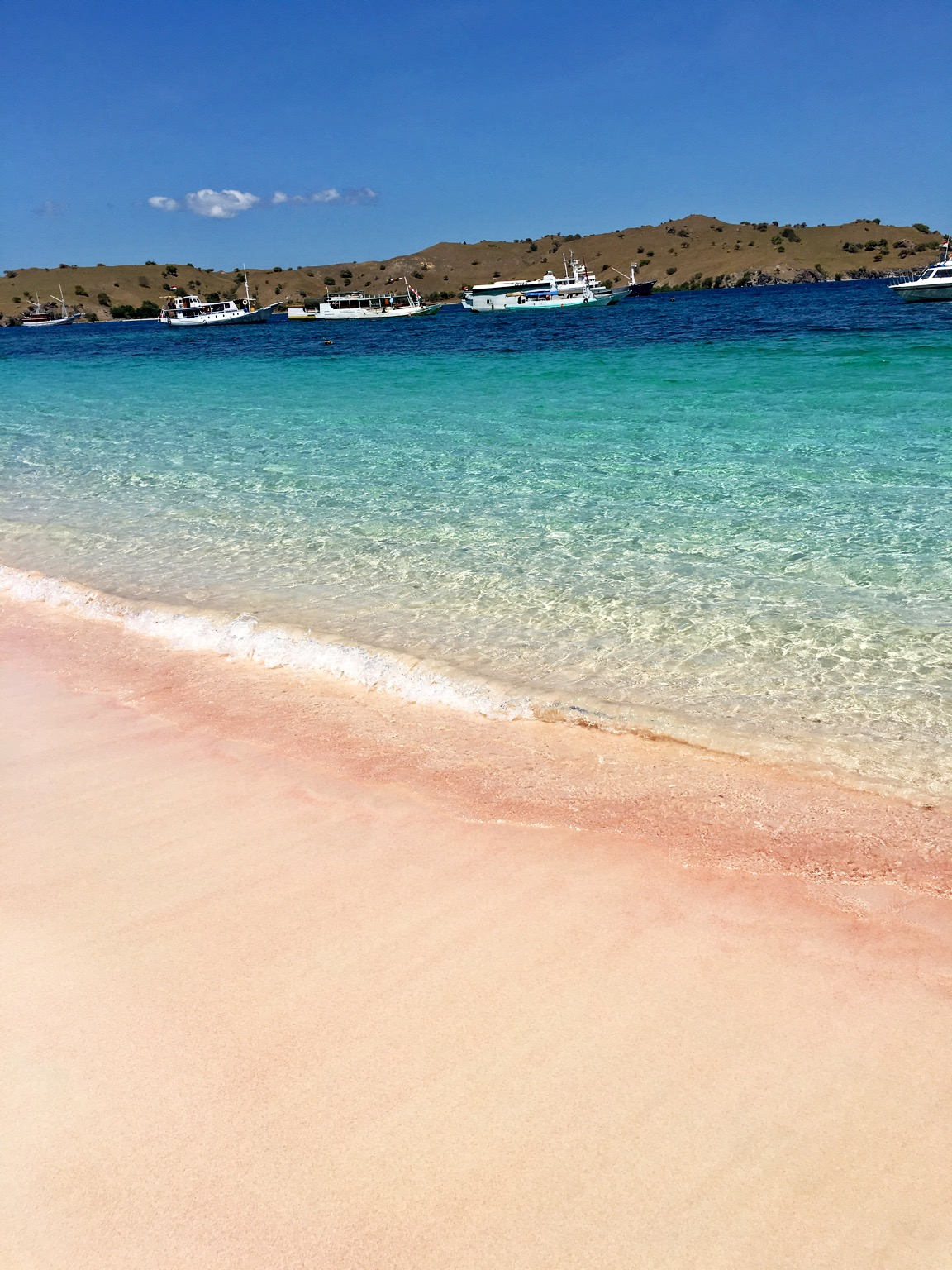
Розовый пляж
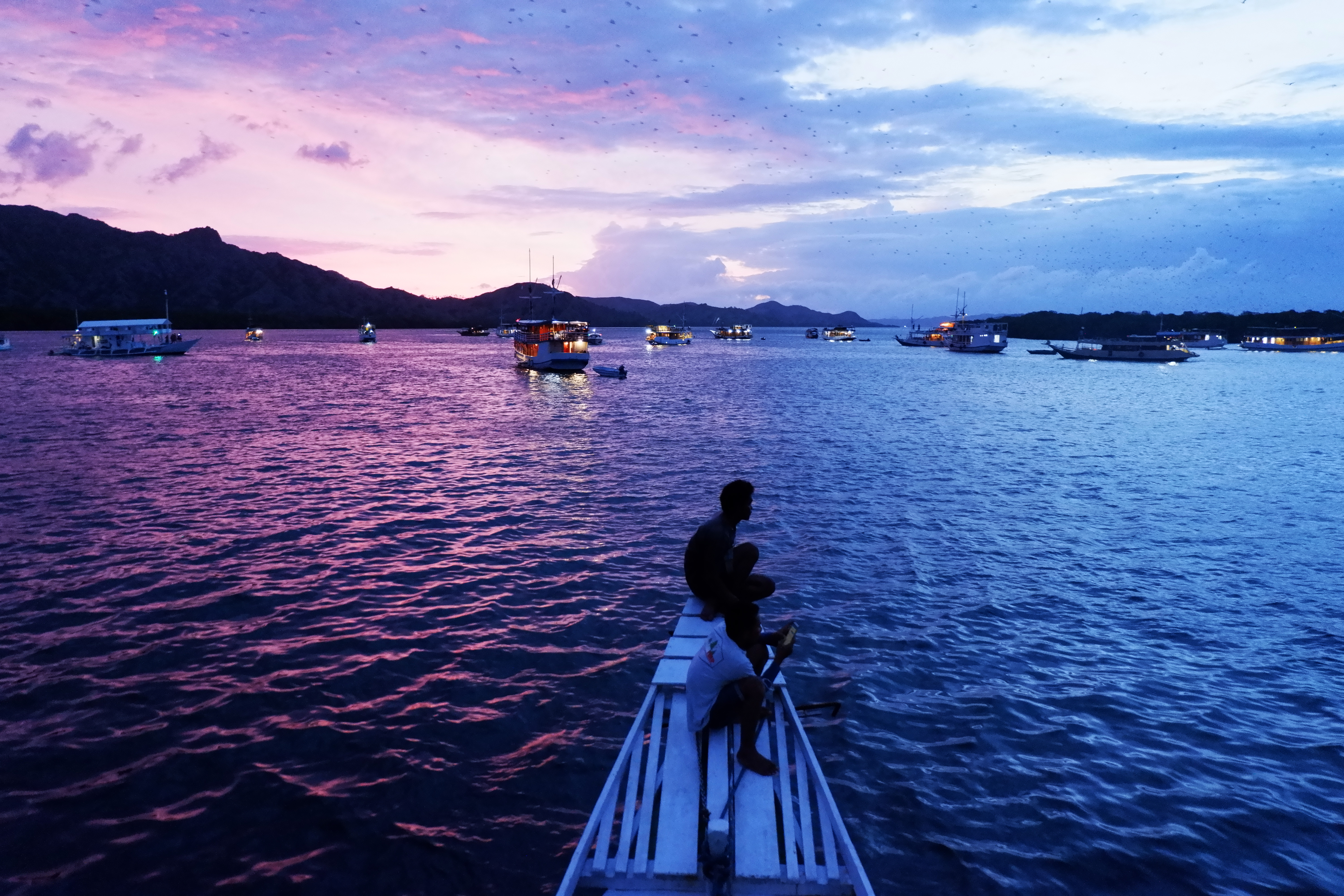
Летучие мыши и закат на острове Калонг
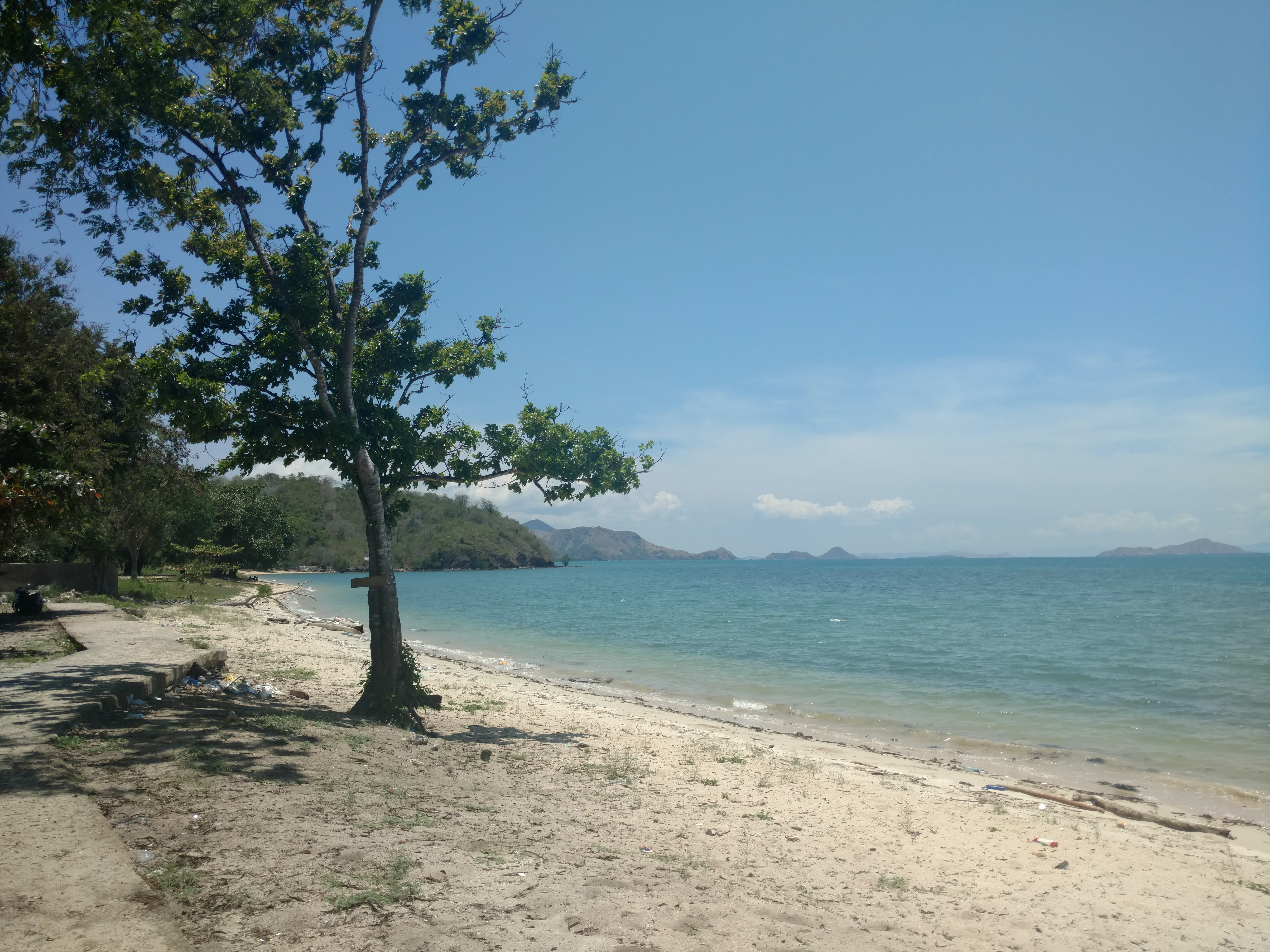
Пляж Педе

Таким образом, количество мест размещения в этом районе увеличилось: в 2019 году оно включало 13 пятизвездочных отелей, 68 незвездочных отелей, 4 виллы и 26 общежитий. Это значительно увеличило площадь застройки, увеличив её на 161 га в период с 2011 по 2017 год, ещё на 246 га в период с 2017 по 2023 год, и ожидается, что к 2029 году она снова увеличится на 267 га. Развитию туризма способствовало то, что правительство Индонезии объявило Лабуан национальным парком. Баджо — одно из «десяти новых туристических направлений Бали» и «пяти сверхприоритетных туристических направлений», разрабатываемых с целью сокращения чрезмерного туризма на Бали.
И это несмотря на то, что этот район подвержен стихийным бедствиям, включая цунами, землетрясения и оползни. Известно, что эти экстремальные природные явления негативно сказываются на количестве туристов и их впечатлениях, а также оказывают большее влияние на количество туристов, чем техногенные катастрофы, такие как террористические атаки.

## Транспорт

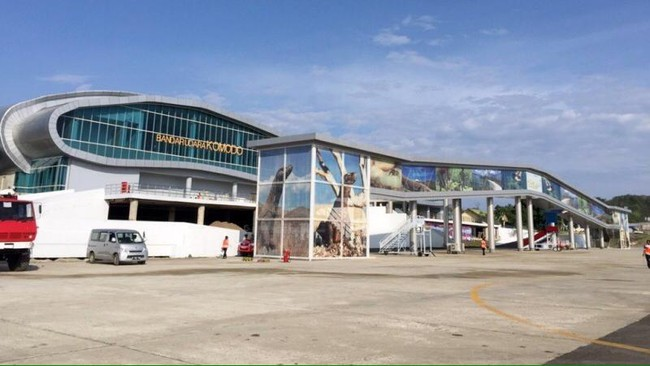
Международный аэропорт Комодо

Аэропорт Комодо находится в 2 км от центра Лабуан-Баджо и ежедневно принимает 4-6 рейсов из Денпасара на острове Бали и других мест. Из Джакарты также выполняются прямые рейсы авиакомпаниями Garuda Indonesia и Batik Air. Международные рейсы осуществляются в Куала-Лумпур и Сингапур. Из порта Лабуан-Баджо ежедневно отправляются паромы в город Бима на западе большого острова Сумбава и еженедельно или раз в две недели ― в Денпасар и Сулавеси.

## Экономика
Местная экономика в городе сосредоточена вокруг паромного порта и туризма, местных магазинов и ресторанов, а также торговли аквалангом. В окрестностях производится рыба и пальмовое масло; в деревнях региона, где уровень жизни по-прежнему низок, также широко развито натуральное сельское хозяйство. Уровень бедности в сельской местности очень высок.

## Климат
В Лабуан-Баджо преобладает сухой климат тропической саванны (Aw), с умеренным или небольшим количеством осадков с апреля по ноябрь и обильными осадками с декабря по март.